# Microsynodontis armatus
Microsynodontis armatus là tên của một loài cá da trơn bơi lộn ngược và là loài đặc hữu của Gabon (nơi sinh sống của chúng là sông Ivindo). Năm 2004, nhà ngư học người Singapore Heok Hee Ng là người đầu tiên mô tả loài cá này.

## Phát hiện
Trước năm 2004, chi Microsynodontis được cho là chỉ có 4 loài đó là Microsynodontis batesii, M. christyi, M. lamberti và M. polli. Tuy nhiên khi thu thập các mẫu vật từ vùng trũng của khu vực Guinea thì nhà ngư học Heok Hee Ng đã thu được 17 mẫu, trong đó 9 mẫu là của các loài đã xác định tên còn lại 8 mẫu thì chưa. Ông đã xuất bản mô tả này vào năm 2004 và loài này là một trong số các loài mới mà ông mô tả.

## Mô tả
M. armatus là loài cá nhỏ, kích thước tối đa chỉ 2,7 cm. Miệng của chúng hướng xuống dưới, môi rộng có nhú. Đầu có 3 cặp râu, 1 cặp ở hàm trên, 2 cặp còn lại thì ở hàm dưới. Vây lưng và vây bụng có gai, chúng có thể khóa những cái vây này lại một chỗ để tự vệ. Cơ thể của chúng hình trụ.
Loài này có thể phân biệt với các loài cùng chi khác bằng cách xem răng cưa. Răng cưa ở đỉnh chính của gai thì đẹp hơn ở đỉnh phụ. Góc răng cưa ở đỉnh chính thì hướng vào trong thay vì hướng ra ngoài hoặc là hướng thẳng.